# Animal Crossing (sorozat)
Az Animal Crossing (どうぶつの森; Hepburn: Dōbutsu no Mori, ’Állatok erdeje’) közösségszimulációs videójáték-sorozat, melyet a Nintendo fejleszt és jelentet meg. A sorozat tagjaiban a játékos által irányított emberi szereplő antropomorf állatok lakta faluba költözik, ahol különböző feladatokat, így horgászást, bogárfogást, fosszíliagyűjtögetést kell végeznie. A sorozat a nyíltvégű játékmenetéről és a játékrendszer belső órájának és naptárrendszerének kiterjedt használatáról ismert, melyekkel az idő valós múlását szimulálja. Négy fő Animal Crossing-játék jelent meg világszerte, egy-egy Nintendo GameCube és Wii asztali konzolokra, illetve szintén egy-egy Nintendo DS és 3DS kézikonzolokra. A sorozat kritikailag és kereskedelmileg is sikeres, 2016. december 31-ig közel 31 millió példányt adtak el belőle világszerte. 2015-ben Animal Crossing: Happy Home Designer és Animal Crossing: Amiibo Festival címen két spin-off játék jelent meg Nintendo 3DS-re és Wii U-ra, melyeket 2017-ben az Animal Crossing: Pocket Camp követett.

## Játékmenet
A játékos az összes Animal Crossing-játékban egy emberi szereplő szerepét ölti magára, aki egy antropomorf állatok lakta vidéki falucskába költözik és határozatlan ideig ott is él. A játékmenet nyíltvégű: a játékosoknak nincs meghatározott feladatuk, azonban arra vannak biztatva, hogy különböző cselekményekkel töltsék ki az idejüket a faluban, így többek között tárgyak gyűjtögetésével, növények vagy tárgyak ültetésével vagy a falucska lakóival való társalgással. Az összes Animal Crossing-játék valós időben játszódik, használva a rendszer belső óráját és naptárrendszerét. Ennélfogva az idő múlása, illetve a jelenlegi évszak és napszak a játék világában a valóságot tükrözi. Bizonyos játékbeli események, így az ünnepnapok vagy a növények növekedése, bizonyos időpontokban vagy bizonyos időtartam elmúlásával következnek be.
Az Animal Crossing sorozat egyik említésre méltó tulajdonsága a magas szintű testreszabhatóság, mely akár a játék kimenetelére is hatással lehet. Az irányítható szereplő nevét és nemét a játékos adja meg a játék kezdetén, kinézetük ruhadarabok és kiegészítők vásárlásával vagy tervezésével módosíthatóak, illetve a Wild World óta a hajstílusuk is megváltoztatható. A játékos háza bebútorozható, dekorálható és később bővíthető is: a játékos bútordarabokat gyűjthet vagy vásárolható Tom Nooktól, a falu kereskedőjétől, majd azokat a házában bárhol elhelyezheti, valamint a tapéta- és a padlómintát is megváltoztathatja. Ugyan a New Leafet leszámítva a domborzat, az épületek elhelyezkedése és a kezdeti lakosok véletlenszerűen generáltak, azonban a falu nevét és indulóját, valamint bizonyos lakosok jelmondatát szintén a játékos határozza meg.
Az Animal Crossing egyik jelentősebb aspektusa a gyűjtögetés: a játékosok bejárhatják a falut és tárgyakat gyűjthetnek össze, köztük gyümölcsöket a fákról, kagylókat vagy kidobott tárgyakat. Szinte az összes tárgyat el lehet adni Tom Nooknak harangokért, a játékbeli valutáért; a játékosok azon tárgyakat, melyekért Tom Nook nem fizet ingyen átadhatják neki. A játékosok általában minél gyakrabban gyűjtögetnek tárgyakat, hogy ezzel több haranghoz jussanak és megvehessék a kívánt tárgyakat. Egyes tevékenységekhez, így a horgászathoz vagy a bogárgyűjtögetéshez erre kialakított eszközök is elérhetőek. A különleges tárgyak, így a fosszíliák és a festmények odaadományozhatóak a helyi múzeumnak. A játékos beszélgetéssel, levelezéssel, barterezéssel és bújócskázással a többi állati lakossal is szocializálódhat. A lakosok a játékos döntései alapján be- és kiköltözhetnek a faluból.
Az Animal Crossing összes része  lehetőséget ad a játékosok közötti kommunikáció valamilyen formájára, legyen az off- vagy online. Egy falu legfeljebb négy emberi játékosnak adhat otthont, azonban adott időben kizárólag egy járhatja be azt. A játékosok a postán vagy a hirdetőtáblán hagyott írott üzenetekkel is kapcsolatba léphetnek egymással. A GameCube-változat lehetőséget ad a játékosoknak, hogy meglátogassák egymás faluját a játék adatát tartalmazó memóriakártyák cserélgetésével, de az összes további epizódban az interneten, a Nintendo Wi-Fi Connection szolgáltatáson keresztül látogathatják meg egymást, bár a Let’s Go to the Cityben a DS Suitcase alkalmazással is meglátogathatják egymást.

## Videójátékok

### Fősorozat

#### Animal Crossing(2001)
Az Animal Crossing (どうぶつの森; Hepburn: Dōbutsu no Mori, ’Állatok erdeje’) eredetileg 2001-ben jelent meg Nintendo 64-re, kizárólag Japánban. Ugyanazon évben Nintendo GameCube asztali konzolra is megjelent a játék feljavított átirata. Ez a változat jelent meg Észak-Amerikában 2002. szeptember 15-én, Ausztráliában 2003. október 17-én és Európában 2004. szeptember 24-én. 2003-ban Japánban Dóbucu no mori e+ címmel egy kibővített verzió is megjelent. A játék 2006-ban Kínában is megjelent az iQue Playerre.

#### Animal Crossing: Wild World(2005)
Az Animal Crossing: Wild World (おいでよ どうぶつの森; Hepburn: Oideyo Dōbutsu no Mori, ’Gyere az állatok erdejébe!’) 2005. november 23-án jelent meg Japánban, 2005. december 5-én Észak-Amerikában, 2005. december 8-án Ausztráliában és 2006. március 31-én Európában, kizárólag Nintendo DS kézikonzolra. A játék volt a sorozat első tagja, mely használta a Nintendo Wi-Fi Connection lehetőségeit.

#### Animal Crossing: Let’s Go to the City(2008)
Az Animal Crossing: Let’s Go to the City (街へ行こうよ どうぶつの森; Hepburn: Machi e Ikō yo Dōbutsu no Mori, ’Állatok erdeje: Irány a város!’) vagy észak-amerikai címén Animal Crossing: City Folk 2008. november 16-án jelent meg Észak-Amerikában, 2008. november 20-án Japánban, 2008. december 4-én Ausztráliában és 2008. december 5-én Európában, Wiire. A játék később, 2010-ben Dél-Koreában is megjelent. A Let’s Go to the City volt az első Wii-játék, mely használta a Wii Speak kiegészítőt, mely lehetőséget biztosított arra, hogy a játékosok internetes játék alatt beszélgethessenek egymással.

#### Animal Crossing: New Leaf(2012)
Az Animal Crossing: New Leafet (とびだせ どうぶつの森; Hepburn: Tobidase Dōbutsu no Mori, ’Állatok erdeje: Ugorj ki!’) a 2010-es Electronic Entertainment Expo játékkiállításon jelentették be. A New Leaf 2012. november 8-án jelent meg Japánban, 2013. június 9-én Észak-Amerikában, 2013. június 14-én Európában és 2013. június 15-én Ausztráliában, kizárólag Nintendo 3DS kézikonzolra. A sorozat korábbi tagjaival ellentétben itt a játékosok a falucska polgármesteri szerepét töltik be.
2016 novemberében megjelent egy jelentős új frissítés a játékhoz, melyet Welcome Amiibo alcímmel dobozos formában is megjelentettek. A frissítés több új helyszínt, tárgyat és minijátékot is hozzáadott a játékhoz.

### Spin-off játékok

#### Animal Crossing: Happy Home Designer(2015)
Az Animal Crossing: Happy Home Designer (どうぶつの森 ハッピーホームデザイナー; Hepburn: Dōbutsu no Mori: Happī Hōmu Dezaina, ’Állatok erdeje: Boldog lakberendező’) közösségszimulációs játék Nintendo 3DS-re, az Animal Crossing sorozat első spin-off címe. A játék 2015. július 30-án jelent meg Japánban, 2015. szeptember 25-én Észak-Amerikában, 2015. október 2-án Európában és 2015. október 3-án Ausztráliában. A játék központi témája a falusiak házának megtervezése a kéréseik szerint. A játékosok Amiibo-kártyák beolvasásával különleges szereplők házait is megtervezhetik. A játék 60 értékelés alapján 66/100-as átlagpontszámon áll a Metacritic gyűjtőoldalon, ami „megosztott vagy átlagos” kritikákra utal.

#### Animal Crossing: Amiibo Festival(2015)
Az Animal Crossing: Amiibo Festival (どうぶつの森 amiiboフェスティバル; Hepburn: Dōbutsu no Mori: amiibo Fesutibaru, ’Állatok erdeje: Amiibo-fesztivál’) partijáték Wii U-ra, mely erőteljesen az Amiibo-figurákra támaszkodik. A játék 20 értékelés alapján 46/100-as átlagpontszámon áll a Metacriticen, ami „általánosságban kedvezőtlen” kritikákra utal.

#### Animal Crossing: Pocket Camp(2017)
A Nintendo a 2016 április pénzügyi találkozóján bejelentette, hogy az Animal Crossing és a Fire Emblem lesz a cég második és harmadik mobiltelefonos játéka. 2016 szeptemberében a Nintendo közzétette, hogy a játékok világszerte csak 2017 elején fognak megjelenni, hogy a nem sokkal előttük bejelentett Super Mario Run fejlesztésére öszpontosíthassanak. 2017 januárjában a Nintendo bejelentette, hogy az Animal Crossing-játék megjelenését ismét elhalasztják, hogy a Super Mario Run androidos változatára koncentrálhassanak.
2017 júniusában Reggie Fils-Aimé, a Nintendo of America elnöke bejelentette, hogy a játék még a 2017-es év ége előtt meg fog jelenni. Az Animal Crossing: Pocket Camp címre keresztelt játék 2017 októberében jelent meg Ausztráliában, melyet november 21-én követett a világszerte való megjelenés.

### Applikációk
- Animal Crossing Plaza, WaraWara Plaza-applikáció Wii U-ra, az Animal Crossing: New Leaf népszerűsítésének része.
- Animal Crossing Clock, óraalkalmazás Nintendo DSi és Nintendo 3DS kézikonzolokra.
- Animal Crossing Calculator, számológépalkalmazás Nintendo DSi és Nintendo 3DS kézikonzolokra.
- Photos with Animal Crossing, kameraalkalmazás Nintendo 3DS-re, mellyel Animal Crossing-szereplőkkel közös fényképeket kehet készíteni.[31]

## Fogadtatás és hatása
| Játék                | GameRankings | Metacritic |
| -------------------- | ------------ | ---------- |
| Animal Crossing      | 86,25%       | 87         |
| Wild World           | 86,27%       | 86         |
| Let’s Go to the City | 73,54%       | 73         |
| New Leaf             | 86,93%       | 88         |
| Happy Home Designer  | 66,15%       | 66         |
| Amiibo Festival      | 48,47%       | 46         |

Az Animal Crossing-játékok pozitív fogadtatásban részesültek. A sorozat négy főjátéka az adott konzol legtöbb példányban elkelt játékai közé tartozik. Az Animal Crossingból 2,321 millió, a Wild Worldből 11,75 millió, a Let’s Go to the Cityből 3,38 millió, míg a New Leafből 11,23 millió példány kelt el. A Happy Home Designer spin-offból 3,04 millió példány kelt el. Az Amiibo Festival kritikailag és kereskedelmileg is bukás volt; Japánban mindössze 26 325 példányt adtak el belőle. Összességében az Animal Crossing sorozatból közel 31 millió példány fogyott.
A Wild World Dóbucu no mori című anime-filmadaptációját 2006. december 16-án mutatták be Japánban. A filmet az OLM, Inc. gyártotta és a Toho forgalmazta. A Dóbucu no mori 1,8 milliárd jenes bevételt hozott a mozikban.
A 2008-ban megjelent Super Smash Bros. Brawl című Wii-játékban a Wild Worldben látható elemek is szerepelnek. Ezek közül a legjelentősebb az állati falun alapuló „Smashville” nevű pálya, melynek a Wii-rendszerórája szerint változik a látképe, illetve az eredeti játékból átemelt és újrakevert dalokat is tartalmaz. Az összes Animal Crossing-játékban szereplő Mr. Resetti és a veremmag segédtrófeaként és tárgyként jelenik meg benne. A Brawlban ezeken felül 24 Animal Crossing-szereplőn és tárgyon alapuló gyűjthető trófea is helyet kapott.
A Wii Musicban két Animal Crossing-dal is játszható.
A Nintendo Land „Animal Crossing: Sweet Day” című minijátéka az Animal Crossing-sorozaton alapul. A játék célja, hogy a Wii Remote-játékosok a területen elszórt cukorkákat összegyűjtsék anélkül, hogy az egyetlen Wii U GamePad-játékos által irányított két kapuőr el ne kapja őket.
A Super Smash Bros. for Nintendo 3DS és Wii U játékokban a falusi (Villager) játszható harcos jelképezi az Animal Crossing sorozatot. Mozdulatai között szerepel a többi játékos elfogása hálóval és Lloid rakétakénti kilövése. Ezek mellett a New Leafben megjelent Isabelle segédtrófeaként érhető el, illetve két Animal Crossing-pálya is szerepel a játékban: a „Town & City” a City Folkból a Wii U-változatban, illetve a „Tortimer Island” a New Leafből a 3DS-változatban. A Brawlban megjelent „Smashville” pálya is szerepel a Wii U-verzióban.
A falusi és Isabelle játszható szereplő a Mario Kart 8-ban, illetve egy az Animal Crossingon alapuló versenypálya is helyet kapott a játékban.
2015. június 5-én egy frissítés képében Isabelle és Mr. Resetti kosztümök kerültek be a Monster Hunter 4 Ultimate című játékba.

## Fordítás
- Ez a szócikk részben vagy egészben  az   Animal Crossing című angol Wikipédia-szócikk ezen változatának fordításán alapul.  Az eredeti cikk szerkesztőit annak laptörténete sorolja fel. Ez a jelzés csupán a megfogalmazás eredetét és a szerzői jogokat jelzi, nem szolgál a cikkben szereplő információk forrásmegjelöléseként.